# Mayrimunia
Mayrimunia (лат.) — род птиц семейства вьюрковых ткачиков (Estrildidae). Оба вида являются эндемиками Новой Гвинеи и некоторых близлежащих островов.

## Таксономия
Два вида ранее помещались в род Lonchura. Род Mayrimunia был восстановлен в 2020 году на основании молекулярных филогенетических исследований, которые показали, что эти два вида сильно отклонились от остальных видов рода Lonchura. Родовое название дано в честь американского биолога германского происхождения Эрнста Майра в комбинации его фамилии с названием рода Lonchura (Munia на языке Хинди).

## Места обитания
Естественной средой обитания служат кустарники с более или менее обширными травянистыми полянами; также часто встречаются в бамбуковых лесах и редколесье с густым подлеском.

## Питание
Питаются преимущественно семенами трав.

## Виды
В состав рода включают два вида:
- Mayrimunia leucosticta (D'Albertis & Salvadori, 1879) — Пятнистая амадина[4]
- Mayrimunia tristissima  (Wallace, 1865) — Траурная амадина